# Residuos viales

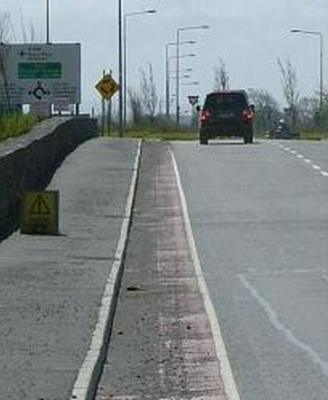
Escombros en Galway, Irlanda, en un carril reservado para vehículos no motorizados

Los residuos viales, son residuos dentro o fuera de un camino que constituyen un peligro para los vehículos. Los residuos viales incluyen sustancias, materiales y objetos que son extraños al entorno normal de la carretera. Los escombros pueden ser producidos por fuentes vehiculares o no vehiculares, pero en todos los casos se considera basura, una forma de desecho sólido. Los residuos tienden a acumularse en áreas donde los vehículos no conducen, como en los bordes (banquina), alrededor de las islas de tráfico y los cruces. En 2004, un estudio de la Fundación AAA para la Seguridad Vial reveló que los escombros en las carreteras relacionados con los vehículos causaron 25.000 accidentes y casi 100 muertes al año.

## Causas
Los residuos viales pueden ser causados por varios factores, incluidos los objetos que caen de los vehículos o los desastres naturales y el clima, específicamente el viento, las tormentas, los tornados, los huracanes, etc.

## Ejemplos

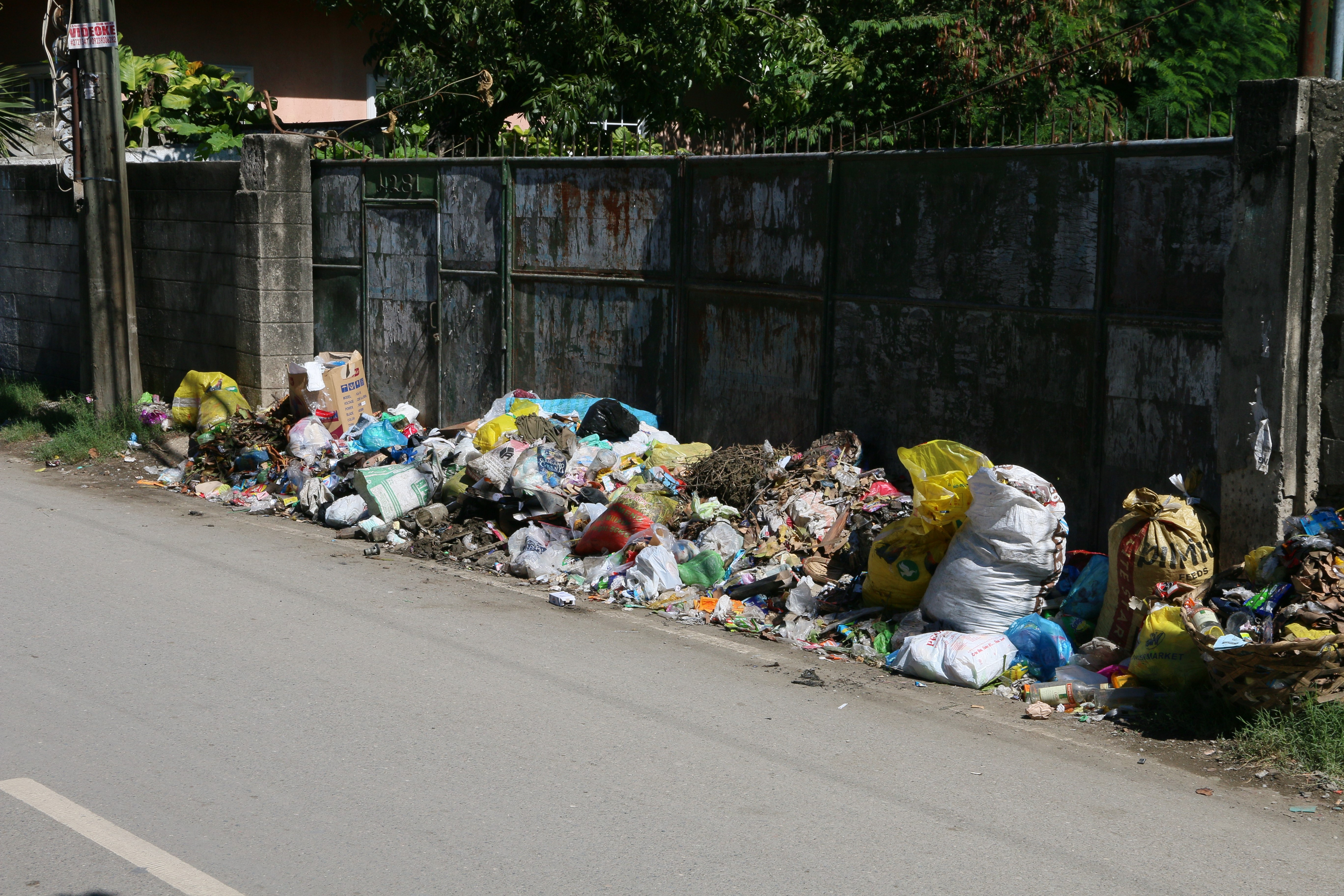
Basura y desechos arrojados por una carretera en Talisay, Cebu. Forma extrema de basura al borde de la carretera que contiene todo tipo de materiales de desecho: plástico, metal, vidrio, papel, cartón y biorresiduos

Ejemplos de residuos viales incluyen:
- Partículas, polvo, suciedad, arena y lodo.[3]
- Asfalto, hormigón, guijarros, rocas/piedras/cantos rodados, etc.
- Partículas de sal para carreteras y otros descongelantes
- Basura, desechos de alimentos, heces/estiércol de animales, muebles, electrodomésticos, colchones y otros artículos de la basura.[2][4]
- Vidrios rotos, clavos, tornillos y otros objetos a menudo afilados
- Piezas de automóviles, bandas de rodadura de neumáticos, etc.[2]
- Bicicletas, portaequipajes, equipaje, madera, materiales de construcción, tarimas, cajas y otros objetos sólidos caídos accidental o deliberadamente desde vehículos en movimiento
- Cadáveres de animales ( roadkill )[4]
- Vidrios rotos, plásticos y otros materiales sólidos que se caen de los vehículos durante colisiones de tránsito
- Hielo, nieve, agua de lluvia (charcos o inundaciones ) y otros líquidos como grasa y aceite de motor.[3]
- Plantas y sus partes: ramas, hojas, palos, ramitas, semillas o recortes de césped.[5]

## Efectos

### Superficie de la carretera
Los residuos viales son un peligro  que puede provocar la pérdida del control del vehículo con daños que van desde un pinchazo, un vuelco del vehículo, la penetración de los escombros en el compartimiento de pasajeros,  o una colisión. En el año 2011, Traffic Safety Facts de la Administración Nacional de Seguridad del Tráfico en Carreteras encontró que más de 800 personas murieron en todo Estados Unidos por "objetos no fijos" (un término que incluye escombros en las carreteras). California tuvo la mayor cantidad de muertes totales de todos los estados, mientras que Nuevo México tuvo la mayor probabilidad de muerte por un accidente de vehículo con escombros en ese año.
En 2004, un estudio de la Fundación para la Seguridad del Tráfico de la AAA reveló que los escombros en las carreteras relacionados con los vehículos causaron 25.000 accidentes y casi 100 muertes cada año. A velocidades de autopista, incluso los escombros pequeños pueden ser mortales. El 16 de junio de 1925, en los Estados Unidos, un tren de pasajeros que transportaba turistas alemanes y estadounidenses de Chicago, Illinois a Hoboken, Nueva Jersey chocó contra los escombros arrastrados a un cruce de carreteras y descarriló durante una fuerte tormenta eléctrica. La colisión con los escombros de la carretera resultó en un accidente de vehículo solar en el World Solar Challenge 2007 en Australia.
Ciclistas
Los escombros del camino tienden a acumularse en áreas donde los vehículos como automóviles y autobuses, no circulan. En áreas urbanas, esto tiende a estar en los bordes (banquina) y en la parte superior de la carretera, y los escombros se acumulan con frecuencia alrededor medianas y los cruces. En áreas rurales, los escombros se acumulan en el medio del carril y en el exterior de las esquinas y curvas. Los escombros del camino pueden ser especialmente peligrosos para los ciclistas, quienes pueden tener que viajar fuera del carril para bicicletas e incorporarse al tráfico para evitar los escombros.
Daño a vehículos
En las carreras de automovilismo, los escombros de la carretera pueden causar pérdida de tracción y choques posteriores. Por lo general, la bandera amarilla de precaución se usa para indicar un peligro en la pista, y saldrá el auto de seguridad/velocidad .

### Ambiental
Las partículas pequeñas de escombros y el polvo (principalmente del desgaste de las llantas y las partículas de escape de los vehículos) constituyen un problema importante cuando se arrastran hacia el suelo y se filtran a los depósitos de agua subterránea a través de la escorrentía superficial, especialmente la escorrentía urbana . La contaminación del suelo y el agua al borde de la carretera puede resultar cuando la concentración de componentes dañinos es lo suficientemente alta. Cuanto mayor sea el área superficial de los fragmentos de residuos de caucho sintético, mayor será el potencial de descomposición en constituyentes nocivos. Para los residuos de llantas lixiviados, se ha demostrado el impacto ambiental potencial de los ingredientes zinc y sustancias tóxicas orgánicas.
Además, los desechos del césped de las comunidades locales pueden llegar a las vías fluviales locales. Actualmente existen algunas leyes contra el soplado de materia orgánica, como recortes de césped, en la carretera debido a su posible efecto tóxico en las vías fluviales locales. La hierba tiene un alto contenido de nitrógeno, que puede acumularse en las vías fluviales y provocar la proliferación de algas . Un ejemplo de tales leyes se puede ver en la Ley de Agua y Aire Limpio de la ciudad de Davenport, Iowa.
Inundaciones
Las inundaciones también pueden ocurrir si los desagües pluviales y las canaletas de las calles no se mantienen libres de escombros y basura. En ocasiones, los vehículos grandes lanzan grandes cantidades de agua desde la carretera (rociado de la carretera), lo que crea problemas de visibilidad para los conductores de los vehículos que se aproximan, se acercan o los siguen. Los vehículos que siguen pueden reducir el problema al reducir la velocidad y aumentar la distancia de separación. El rociado de la carretera puede reducir la visibilidad y reducir drásticamente la seguridad de los automovilistas. Con el tiempo, el rocío de la carretera y la suciedad de las pastillas de freno cubren el borde de la rueda, lo que interfiere con la potencia de frenado.

## Prevención
Un sostén para automóvil puede ayudar a reducir los daños causados por escombros menores en la carretera. El rociado de la carretera se reduce sobre el asfalto de masilla de piedra y el asfalto de grado abierto y se puede reducir aún más con guardabarros (más aún en una bicicleta, ya que la mayoría de los vehículos motorizados tienden a tener guardabarros) y/o guardabarros . Los barrenderos de calles y los vehículos de servicio de invierno eliminan la mayoría de los escombros sólidos de la carretera y el programa Adopte una autopista también ayuda. Las señales de tránsito y las señales de mensajes variables pueden advertir a los conductores sobre situaciones especiales que involucran escombros en el camino.
La American Automobile Association (AAA) publica las siguientes recomendaciones: 

### Educación
- Los operadores de vehículos motorizados deben saber y comprender cómo asegurar sus cargas, los requisitos de sujeción de cargas, las leyes sobre basura y las sanciones por no cumplir con las reglamentaciones.
- Los conductores que transportan cargas deben inspeccionar periódicamente sus vehículos y la carga para asegurarse de que permanezcan seguros y protegidos.
- Todos los conductores deben ser conscientes de los alrededores e inspeccionar continuamente la carretera en busca de peligros potenciales.
- Los conductores deben informar de inmediato los vehículos inseguros y las cargas no aseguradas.

### Cumplimiento de leyes y políticas
- Los gobiernos deben promulgar y hacer cumplir leyes que exijan que se cubran las cargas, o utilizar leyes contra la basura para sancionar a los infractores.
- Se deben aumentar las multas y los puntos de demérito para las cargas no aseguradas.
- Los incidentes y choques con escombros en las carreteras deben convertirse en un delito de responsabilidad absoluta .

### Eliminación y mitigación
- Las organizaciones de mantenimiento deben realizar inspecciones periódicas de las carreteras y la eliminación oportuna de escombros.
- Un mejor diseño de la calzada proporciona una visibilidad adecuada de los objetos estacionarios en la calzada para los automovilistas que viajan a velocidades de autopista.
- Aumentar la dispersión de conos de tráfico alrededor de las áreas viales.

## Cultura popular
Ocean Color Scene, una banda inglesa de britpop, hizo una canción sobre Birmingham, Inglaterra, llamada "Debris Road" (supuestamente se trata de la carretera que pasa por los estudios de grabación de la banda en Ladywood ) en su álbum Marchin 'Ya de 1997.
Algunos videojuegos (particularmente los juegos de carreras ) incluyen desechos en la carretera que dañan los vehículos u obstruyen la visibilidad. Spy Hunter (1983) presenta caminos y charcos resbaladizos y helados, manchas de aceite y cortinas de humo . MotorStorm (2007) muestra lodo transportado por el aire que se pinta con precisión en la carrocería de cada vehículo en tiempo real. Los jugadores pueden usar estos escombros en el aire estratégicamente: un trozo de escombro puede usarse para derribar a los oponentes de sus motocicletas, y las salpicaduras de barro en los parabrisas pueden cegarlos temporalmente. Fuel (2009) presenta "tormentas de viento locas que levantan hojas y escombros".